# Football Club Boca Juniors Gibraltar
Maillots
Le Football Club Boca Juniors Gibraltar est un club de football basé à Gibraltar. Fondé en 2012, il a évolué en première division gibraltarienne entre 2018 et 2020, année de sa disparition.

## Histoire
Fondé en septembre 2012 sous le nom Boca Juniors Gibraltar, en hommage au club argentin de Boca Juniors,, l'équipe première intègre le championnat de deuxième division lors de la saison 2012-2013. Lors de ses premières saisons, le club enchaîne les places en milieu de tableau avant d'atteindre le podium à l'issue de la saison 2016-2017 et de remporter la compétition la saison suivante, lui permettant de découvrir la première division pour la première fois de son histoire lors de la saison 2018-2019. Il parvient par la suite à se maintenir lors des deux saisons qui suivent en terminant à chaque fois dixième.
Après l'annonce d'un changement de propriétaire au cours de l'été 2020, la première partie de l'exercice 2020-2021 voit Boca se rendre coupable de plusieurs violations relatives à l'alignement de joueurs formés au pays, amenant à deux défaites techniques. Confronté de plus à des problèmes financiers avec notamment des salaires impayés, les joueurs du club refusent de jouer les rencontres du début du mois de décembre 2020, ce qui le force à déclarer forfait et amène finalement à son exclusion de la compétition le 9 décembre.

## Bilan sportif

### Palmarès
- Championnat de Gibraltar D2 (1)
  - Champion en 2018.

### Bilan par saison
| Saison    | Championnat | Championnat | Championnat | Championnat | Championnat | Championnat | Championnat | Championnat | Championnat | Championnat | Coupe de Gibraltar |
| Saison    | Division    | Pos         | Pts         | J           | V           | N           | D           | BP          | BC          | Diff        | Coupe de Gibraltar |
| --------- | ----------- | ----------- | ----------- | ----------- | ----------- | ----------- | ----------- | ----------- | ----------- | ----------- | ------------------ |
| 2012-2013 | 2e          | 7e          | 22          | 18          | 6           | 4           | 8           | 24          | 30          | -6          | Deuxième tour      |
| 2013-2014 | 2e          | 6e          | 34          | 22          | 9           | 7           | 6           | 32          | 29          | +3          | Premier tour       |
| 2014-2015 | 2e          | 10e         | 23          | 26          | 5           | 8           | 13          | 35          | 60          | -25         | Deuxième tour      |
| 2015-2016 | 2e          | 8e          | 20          | 22          | 6           | 2           | 14          | 30          | 55          | -25         | Premier tour       |
| 2016-2017 | 2e          | 3e          | 32          | 16          | 10          | 2           | 4           | 32          | 21          | +11         | Deuxième tour      |
| 2017-2018 | 2e          | 1er         | 31          | 14          | 10          | 1           | 3           | 37          | 12          | +25         | Premier tour       |
| 2018-2019 | 1er         | 10e         | 7           | 27          | 2           | 1           | 24          | 13          | 129         | -116        | Deuxième tour      |
| 2019-2020 | 1er         | 10e         | 16          | 17          | 4           | 4           | 9           | 30          | 45          | -15         | Quarts de finale   |
| 2020-2021 | 1er         | Exclusion   | Exclusion   | Exclusion   | Exclusion   | Exclusion   | Exclusion   | Exclusion   | Exclusion   | Exclusion   | Exclusion          |